# Promecosoma inflatum
Promecosoma inflatum är en skalbaggsart som beskrevs av Lefèvre 1877. Promecosoma inflatum ingår i släktet Promecosoma och familjen bladbaggar. Inga underarter finns listade i Catalogue of Life.